# Тайбэйское экономическое и культурное представительство в Таиланде
Тайбэйское экономическое и культурное представительство в Таиланде (кит. 駐泰國台北經濟文化辦事處; англ. Taipei Economic and Cultural Office in Thailand; тайск. สำนักงานเศรษฐกิจและวัฒนธรรมไทเปประจำประเทศไทย) — учреждение, аккредитованное Китайской Республикой (Тайванем), для развития отношений с Таиландом. Де-факто выполняет функции посольства, название берёт корни от названия столицы этого непризнанного государства — Тайбэя.
Представительство также аккредитовано для работы в Бангладеш наравне с Тайбэйским экономическим и культурным представительством в Индии в Нью-Дели. В период с 2004 по 2009 год в Бангладеш функционировало Тайбэйское экономическое и культурное представительство в Дакке.
Таиландское торгово-экономический офис представляет интересы государства в Тайбэе.

## История
До 1975 года Тайвань, как Китайская Республика, имел посольство в Бангкоке, но оно было закрыто после того, как Таиланд установил официальные дипломатические отношения с Китайской Народной Республикой, что привело к его замене в сентябре того же года Офисом представителя China Airlines в Таиланде.
В 1980 году Офис представителя China Airlines в Таиланде был переименован в Дальневосточное торговое управление. В 1991 году переименован в Тайбэйский экономический и торговый центр, а затем снова был переименован в Тайбэйский экономический и торговый офис в 1992 году. Действующее название было присвоено в 1999 году.